# Ratlines
As ratlines (em português, literalmente, linhas de ratos ou
caminhos de ratos) eram sistemas de fuga para nazistas e outros fascistas que deixavam a Europa no final da Segunda Guerra Mundial após a derrota das Potências do Eixo. Estas rotas de fuga terminavam geralmente em locais seguros na América do Sul, particularmente na Argentina, Paraguai, Brasil e Chile. Outros destinos incluíam Estados Unidos, Canadá e o Oriente Médio.
Uma destas, que foi feita famosa pelo filme de Frederick Forsyth "The Odessa File", era administrada pela ODESSA (Organisation der ehemaligen SS-Angehörigen, Organização de ex membros da SS), rede organizada por Otto Skorzeny. Talvez os governos nacionais, clérigos e diversas instituições internacionais tenham desempenhado um papel importante na criação das ratlines.

## Asratlines
O bispo católico Alois Hudal, membro honorário do NSDAP, era reitor do Pontifício Instituto Teutônico Santa Maria dell'Anima em Roma, um seminário para sacerdotes da Áustria e Alemanha, além de ser o "diretor espiritual dos alemães residentes na Itália". Depois do final da guerra na Itália, Hudal passou a defender alguns dos prisioneiros de guerra na Itália.[carece de fontes?] Em Dezembro de 1944, sacerdotes receberam permissão da Secretaria de Estado para "visitar os de língua alemã internados na Itália", um trabalho que foi atribuído a Hudal; o trabalho deveria ser apenas de consolo espiritual, porém, Hudal ajudou criminosos de guerra, nazistas procurados,a escaparem, entre os que se encontravam Franz Stangl, comandante de Treblinka, Gustav Wagner, comandante de Sobibor, Alois Brunner, responsável do campo de internação de Drancy, perto de Paris, e oficial a cargo das deportações da Eslováquia (cujo ditador era o padre Jozef Tiso) para os campos de concentração alemães, e Adolf Eichmann[carece de fontes?]
Os documentos de Hudal para estes criminosos, não eram realmente passaportes, e não eram suficientes para permitir-lhes transladar-se a outros continentes. Eram a primeira etapa de uma larga lista de passos: graças a estes documentos, eles podiam obter um passaporte pessoal de parte do Comitê Internacional da Cruz Vermelha (CICV) que por sua vez podia ser usado para obter um visto. Em teoria o CICV devia realizar uma investigação sobre os antecedentes dos aspirantes à obtenção do passaporte, mas isso ocorria poucas vezes na prática.

## Rotas das Ratlines
As Ratlines tinham várias rotas possíveis, dependendo do destino, porém a principal era passando da Alemanha para a Áustria, da Áustria para Itália, precisamente Génova, e de Génova desembarcando para o Mar Mediterrâneo seguindo para a América do Sul ou Oriente Médio.

## Ratlinesna Argentina
"Nesse momento em Nuremberga, estava ocorrendo uma coisa que eu, pessoalmente considerei uma desgraça e uma infeliz lição para o futuro da humanidade. Tornei-me certo que o povo argentino também considera Nuremberga um processo vergonhoso, indigno, em que os vencedores, se comportam como se não tivessem sido vitoriosos. Agora percebemos que eles [os Aliados] mereciam perder a guerra." 
Presidente da Argentina Juan Perón sobre os Julgamentos de Nuremberg
Em seu livro The Real Odessa (A Verdadeira Odessa) de 2002 o pesquisador argentino Uki Goñi mostrou que arquivos de diplomatas argentinos e funcionários tinham consciência, sob as instruções do Perón, que incentivavam prisioneiros de guerra nazistas e fascistas para ir para a Argentina. De acordo com Goñi os argentinos não só colaboraram com os ratlines como estabeleceram seus próprios, percorrendo a Escandinávia, Suíça e Bélgica. De acordo com Goñi, na Argentina, a primeira chegada de nazistas foi em Janeiro de 1946.
Durante a Primavera de 1946 um número de criminosos de guerra franceses, fascistas e funcionários da França de Vichy. Pouco depois este contrabando para a Argentina de nazistas se tornou institucionalizado, de acordo com Goñi, quando Perón assumiu o novo governo, em fevereiro de 1946 designou o antropólogo Santiago Peralta como comissário da Imigração e Ludwig Freude como chefe da inteligência. Goñi afirma que estes dois, em seguida, criaram uma "equipe de salvamento" para agentes dos serviços secretos, de imigração e "assessores", muitos dos quais eram criminosos de guerra europeus, que receberam cidadania argentina e emprego.

## Lista de nazistas que escaparam usandoratlines
- Adolf Eichmann
- Franz Stangl
- Gustav Wagner
- Erich Priebke
- Josef Schwammberger
- Reinhard Kopps
- Eduard Roschmann
- Aribert Heim
- Andrija Artuković
- Ante Pavelić
- Walter Rauff
- Alois Brunner
- Josef Mengele
- Herberts Cukurs